# Băișoara
Baisoara là một xã thuộc hạt Cluj, România. Dân số thời điểm năm 2002 là 2353 người.